# Oxira dimorpha
Oxira dimorpha là một loài bướm đêm trong họ Noctuidae.